# Lincoln, Quận Bayfield, Wisconsin
Lincoln là một thị trấn thuộc quận Bayfield, tiểu bang Wisconsin, Hoa Kỳ. Năm 2010, dân số của thị trấn này là 278 người.